# Vigitega
Vigitega, pleme američkih Indijanaca iz grupe Piman po svoj prilici jezično srodni skupinama Tepehuane, Colotlan i Teul-Chichimeca. U kolonijalno doba živjeli su blizu Tepica u Nayaritu, Meksiko. Jezik vigitega pripadao je porodici Juto-Asteci.